# تبعیض قیمت

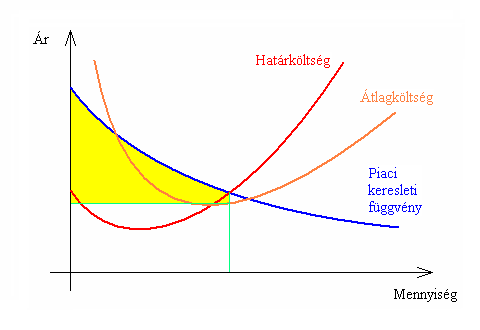
نمودار اختلافات قیمت

تبعیض قیمت وقتی رخ می‌دهد که کالایی مشابه با قیمت‌های متفاوت (نسبت به هزینهٔ نهایی تولید کالا) به مشتریان مختلف به فروش می‌رسد (استیگلر ۱۹۸۷). برای مثال کتاب با جلد گالینگور هزینهٔ نهایی چند برابری نسبت به کتاب با جلد شومیز ندارد ولی قیمت آن گاهی تا چند برابر قیمت کتاب با جلد شومیز است.

## شرایط مورد نیاز برای اعمال تبعیض قیمت
تبعیض قیمت عموماً در قیمت بالاتری دریافت کند.

مرتب کردن مشتریان در ساده‌ترین حالت، بر اساس ویژگی‌های ظاهری مانند سن یا جنسیت قابل انجام است. جوانان در مقایسه با مردان میان سال، درآمد قابل توجهی ندارند بنابراین تمایل به پرداخت آن‌ها برای طیف گسترده‌ای از کالاها کمتر است. در شرایط پیچیده‌تر، بنگاه بر اساس زمان یا مکان خرید الگوی قیمتی اتخاذ می‌کند تا هر مشتری، قیمتی متناسب با حداکثر تمایل به پرداخت خود را انتخاب کند.

برای جلوگیری از بازفروش کالا نیز روش‌های متعددی موجود است. اغلب هزینه‌های فروش مجدد کالا به قیمت بالاتر مانع از آن می‌شود که آربیتراژ صورت بگیرد. در مورد کالاهایی که در مکان‌های مختلف، مثلاً کشورهای مختلف، با قیمت‌های متفاوت به فروش می‌رسند این هزینه می‌تواند شامل هزینهٔ حمل کالا به بازار با قیمت بالاتر، عوارض گمرکی یا مالیات باشد. بسیاری خدمات فقط برای خریدار قابل استفاده هستند و نمی‌توان آن‌ها را مجدداً به فروش رساند. خدمات حمل و نقل که در آن بلیط به نام افراد صادر می‌شود نمونه‌ای از این دست است. گاهی بنگاه‌ها در قرارداد فروش کالا، فروش مجدد را برای خریدار ممنوع می‌کنند. برخی فروشندگان نیز نمونه‌های اصلاح شده‌ای از کالا را عرضه می‌کنند که برای مشتریان با تمایل به پرداخت بالا جذابیت ندارند. ویرایش‌های دانشجویی نرم‌افزارها با قابلیت‌های محدود شده به درد شرکت‌ها و کاربران حرفه‌ای نمی‌خورد.

## انواع تبعیض قیمت
در ادبیات سنتی اقتصاد، اولین بار پیگو در سال ۱۹۲۰ تبعیض قیمت نوع اوّل، تبعیض قیمت نوع دوم و تبعیض قیمت نوع سوم را از هم تفکیک کرد. در سال‌های اخیر به ویژه بعد از پژوهش‌های شاپیرو و واریان در سال ۱۹۹۸، این شیوه‌های قیمت گذاری به ترتیب با نام قیمت‌گذاری شخصی، قیمت‌گذاری منو و قیمت‌گذاری گروهی نیز شناخته شده‌اند.

### تبعیض قیمت نوع اوّل
در تبعیض قیمت نوع اوّل یا تبعیض قیمت کامل، انحصارگر برای هر واحد از کالا قیمتی برابر حد اکثر تمایل به پرداخت مصرف‌کننده را از وی اخذ می‌کند. انحصارگر تبعیض گذار نوع اوّل، برای فروش یک واحد بیشتر از کالا نیازی به تغییر قیمت واحدهای فروخته شدهٔ قبلی ندارد، لذا منحنی سود نهایی انحصارگر تبعیض گذار نوع اوّل، برابر منحنی تقاضا خواهد بود. انحصارگر تبعیض گذار تا نقطه‌ای تولید خواهد کرد که درآمد نهایی تولید آخرین واحد کالا (که در اینجا برابر قیمت است) برابر هزینهٔ نهایی تولید آن واحد کالا باشد. این میزان تولید دقیقاً برابر میزان تولید در بازار رقابتی است و قیمت آخرین واحد کالای فروخته شده توسط انحصارگر تبعیض گذار نوع اوّل نیز برابر قیمت بازار رقابتی خواهد بود.

#### پیاده‌سازی تبعیض قیمت نوع اوّل
یکی از روش‌های پیاده‌سازی تبعیض قیمت نوع اوّل استفاده از حراج است. فرایند حراج باعث می‌شود مشتریان یک کالا بیشترین تمایل به پرداخت را پیشنهاد دهند. حراج اغلب خرید و فروش کالاهای آنتیک یا خاص را تداعی می‌کند ولی امروزه بنگاه‌هایی مانند eBay  و Amazon   به کمک فناوری فضای مجازی فرایند حراج را حتی در مورد کالاهای مورد استفادهٔ روزمره نیز پیاده می‌کنند.

روش دیگر استفاده از تعرفهٔ دو قسمتی است. در این روش، ابتدا مشتریان مبلغی به عنوان آبونمان پرداخت می‌کنند. سپس بنگاه برای استفاده از هر واحد کالا، قیمت ثابتی دریافت می‌کند. مثال‌هایی از این نوع شیوهٔ قیمت‌گذاری، پارکینگ‌های شبانه‌روزی، خدمات تلفن، اینترنت، تلویزیون کابلی، شهربازی‌ها، انواع باشگاه‌های ورزشی یا امثال آن هستند. با فرض مشابه بودن تقاضای مصرف‌کنندگان، انحصارگر با قرار دادن قیمت مصرف برابر هزینهٔ نهایی تولید، به میزان مصرف حداکثر کنندهٔ مازاد رفاه مصرف‌کننده کالا می‌فروشد. سپس با قرار دادن آبونمان برابر کل مازاد رفاه مصرف‌کننده، تمام آن را به صورت سود از آن خود می‌کند. در این حالت مصرف‌کننده نسبت به مصرف و عدم مصرف بی‌تفاوت است و با کاهش ناچیز آبونمان، می‌توان وی را به مصرف ترغیب کرد.

### تبعیض قیمت نوع دوم
در تبعیض قیمت نوع دوم یا قیمت‌گذاری غیر خطی، مشتری با یک الگوی قیمت غیر خطی رو به رو است. قیمت واحد کالا بسته به تعداد کالایی که مشتری خریداری می‌کند برای وی تغییر می‌کند؛ ولی هر مشتری با الگوی قیمتی مشابهی روبه رو خواهد بود. آشناترین مثال این نوع تبعیض قیمت تخفیف روی قیمت کالا در خرید فلّه‌است. پژوهش دقیق تر در مورد تبعیض قیمت نوع دوم و استخراج الگوی قیمت بهینه اولین بار توسط اسپنس در سال ۱۹۷۶ انجام شد.

در ساده‌ترین مدل تبعیض قیمت نوع دوم، بنگاه با دو گونه مشتری مشتری کم مصرف و مشتری پر مصرف رو به روست. در هر قیمتی، تقاضای مشتری پرمصرف بیشتر از تقاضای مشتری کم مصرف است. برای این حالت بنگاه کالا را در ۲ قالب عرضه می‌کند. قالب اول یک واحد کالا و قالب دوم یک بسته شامل تعدای از کالا با تخفیف روی قیمت آن است. دم دست‌ترین مثال، یک بطری آب معدنی در مقابل یک بسته یا جعبه آب معدنی، یک جعبه دستمال کاغذی در مقابل یک بستهٔ چهارتایی دستمال کاغذی، یک بطری نوشابه تک نفره در مقابل یک بطری نوشابه خانواده و… است.

برای اینکه هر دو مشتری خرید کنند، قیمت باید به گونه‌ای تنظیم شود که مازاد رفاه هر مشتری بزرگتر یا برابر مبلغی باشد که برای کالا می‌پردازد. این قید، شرط مشارکت در بازار است.

قیمت گذاری باید به گونه‌ای باشد که هر مشتری قالب کالای مناسب خود را انتخاب کند و قیمت آن قالب کالا را پرداخت نماید. یعنی مازاد رفاه مشتری کم مصرف از خرید یک بطری آب معدنی و پرداخت قیمت یک بطری بیشتر از مازاد رفاه وی از خرید یک جعبه آب معدنی و پرداخت قیمت شش آب معدنی با تخفیف باشد و متناظر با آن مازاد رفاه مشتری پرمصرف از خرید یک جعبه آب معدنی و پرداخت قیمت شش آب معدنی با تخفیف بیشتر از مازاد خرید پنج بطری یا کمتر آب معدنی بدون تخفیف باشد. به این قیدها شرایط خود انتخابی می‌گویند.

قیمت گذاری غیر خطی در شرایطی کاربرد دارد که هیچ ویژگی قابل مشاهده‌ای برای تشخیص مشتری کم مصرف از مشتری پر مصرف، و در نتیجه اعمال تبعیض قیمت نوع اوّل یا سوم، وجود نداشته باشد. الگوی قیمتی به گونه‌ای تنظیم می‌شود که مشتریان با انتخاب خود، کم مصرف یا پر مصرف بودن خود را آشکار کنند.

### تبعیض قیمت نوع سوم
تبعیض قیمت نوع سوم یا قیمت‌گذاری گروهی، شامل پرداخت قیمت‌های متفاوت توسط گروه‌های مختلف مشتریان است. هر مشتری در هر گروه قیمت ثابتی برای خرید هر واحد اضافی کالا می‌پردازد ولی این قیمت در بین گروه‌های مختلف، متفاوت است. این نوع تبعیض قیمت، متداول‌ترین نوع تبعیض قیمت است. تخفیف‌هایی که از سوی بنگاه‌ها به گروه‌های مختلف اجتماعی داده می‌شود مصداق‌های تبعیض قیمت نوع سوم هستند. مثالی‌هایی از این نوع تبعیض قیمت، تخفیف‌های دانشجویی یا بازنشستگی است. صورت دیگری از تبعیض قیمت نوع سوم، قیمت‌های مختلف برای ایام مختلف هفته یا ساعات مختلف روز است.

تبعیض قیمت نوع سوم را می‌توان به صورت تفکیک کردن چند بازار با تقاضای متفاوت مدل کرد. در هر یک از بازارها بنگاه مانند یک انحصارگر غیر تبعیض گذار عمل می‌کند و سود خود را حداکثر می‌نماید.
کشش تقاضا در بازاری که مشتریان کم مصرف تر را در خود جای می‌دهد بیشتر است و تقاضای مشتریان حساسیت بیشتری به تغییرات قیمت دارد. در این بازار بنگاه برای افزایش سود، قیمت خود را نسبت به بازار مشتریان پرمصرف کاهش می‌دهد.

## اثرات رفاهی تبعیض قیمت
ورای مسئلهٔ تحلیل تبعیض قیمت و حد اکثر سازی سود از منظر بنگاه، سؤالی اساسی که برای اقتصاددانان مطرح است اثرات انواع تبعیض قیمت بر سطح رفاه جامعه در مقایسه با بازار انحصاری بدون تبعیض قیمت است. کدام نوع از تبعیض قیمت چه اثرات رفاهی برای جامعه دربردارد؟ بر این اساس سیاست گذاران باید کدام نوع از تبعیض قیمت را مورد تشویق و کدام نوع را مورد پیگرد قرار دهند و ممنوع کنند؟

تبعیض قیمت نوع اوّل، رفاهی معادل بازار رقابتی با شرایط مشابه، تولید می‌کند. در بازار رقابتی مصرف‌کنندگان از تفاوت قیمت رقابتی (که برابر هزینهٔ نهایی تولید است) و حداکثر تمایل به پرداخت، تحت عنوان مازاد مصرف‌کننده بهره‌مند می‌شوند در حالی که انحصارگر تبعیض گذار نوع اوّل، با اخذ حداکثر تمایل به پرداخت از هر واحد مصرف، مازاد مصرف‌کننده را به صورت سود اقتصادی از آن خود می‌کند. در مقایسه با سطح تولید و رفاه اجتماعی انحصارگر معمولی، تبعیض قیمت نوع اوّل باعث افزایش سطح رفاه جامعه می‌شود، اگرچه توزیع رفاه به نفع انحصارگر تغییر می‌کند.

اثرات رفاهی تبعیض قیمت نوع دوم در مقایسه با انحصارگر معمولی نامشخص است. در صورت ممنوع شدن تبعیض قیمت نوع دوم، انحصارگر باید قیمت ثابتی در هر تعداد واحد خرید دریافت کند. این بدان معنی است که یا تخفیف در تعداد خرید بیشتر حذف خواهد شد یا در تعداد خرید کم نیز کالا با تخفیف عرضه می‌گردد. در حالت اوّل، قیمت افزایش یافته و مقدار تقاضا و به تبع آن رفاه اجتماعی کاهش پیدا خواهد کرد. در حالت دوم، ممکن است انحصارگر برای جلوگیری از مهاجرت مشتریان پر مصرف به بازار مشتریان کم مصرف، ارائهٔ کالا در قالب مشتریان کم مصرف را متوقف کند. در این صورت مشتریان کم مصرف از بازار بیرون می‌روند و سطح رفاه کاهش پیدا خواهد کرد. البته اگر مهاجرت مشتریان پر مصرف به حدی نباشد که انحصارگر بازار کالا در قالب مشتریان کم مصرف را تعطیل کند، مقدار تقاضای مشتریان کم مصرف در اثر کاهش قیمت افزایش می‌یابد و سطح رفاه افزایش خواهد یافت.

اعمال تبعیض قیمت نوع سوم نیز ممکن است به افزایش یا کاهش رفاه در مقایسه با انحصارگر معمولی منجر شود. فرض کنید بنگاه فقط با دو بازار کم کشش و پر کشش رو به رو است. اگر هزینهٔ نهایی تولید در محدوده‌ای باشد که قبل از تبعیض قیمت، انحصارگر فقط به مشتریان پر مصرف کالا بفروشد، ولی بعد از تبعیض قیمت، علاوه بر مشتریان پر مصرف، به مشتریان کم مصرف نیز با قیمت پایین‌تر کالا فروخته شود، کالای تولیدی در کل افزایش پیدا کرده‌است و سطح رفاه در اثر تبعیض قیمت افزایش خواهد یافت. اگر هزینهٔ نهایی تولید به حدی پایین باشد که قبل از تبعیض قیمت، مشتریان پر مصرف و کم مصرف تواماً کالا خریداری کنند، بعد از تبعیض قیمت، انحصارگر در بازار مشتریان پر مصرف و کم کشش، قیمت را افزایش خواهد داد تا سود را افزایش دهد. در نتیجه تعدادی از مشتریان پر مصرف کالا را نخواهند خرید، سطح تولید کاهش می‌یابد و در نتیجه سطح رفاه نیز کاهش خواهند یافت.

## مسائل قانونی تبعیض قیمت
تبعیض قیمت سال‌ها فرایندی مظنون به غیرقانونی بودن تلقی شده‌است. البته دغدغه‌های قانون‌گذاران در این زمینه با دغدغه‌های اقتصاد دانان متفاوت است. اولین تلاش برای غیرقانونی اعلام کردن تبعیض قیمت در ایالات متحده آمریکا، قانون کلیتون سال ۱۹۱۴ میلادی است. مقصود نمایندگان کنگره در این قانون بیشتر محدود کردن قیمت گذاری مخرب بود تا محدود کردن خود تبعیض قیمت. هدف قانون حفاظت از کسب و کارهای محلی در مقابل توزیع کننده‌های بزرگ‌تر بود که کالا را با قیمتی کمتر از هزینهٔ نهایی تولید می‌فروختند. در سال ۱۹۳۶ نیز قانون مشابهی با نام قانون رابینسون-پَتمن از تصویب کنگره گذشت. ماهیت این قوانین، اغلب شامل تبعیض قیمت نوع دوم می‌شود ولی در عمل به دلیل تعریف نامفهوم تبعیض قیمت در نص قانون، موارد چندانی به صدور حکم علیه تبعیض قیمت منجر نشده‌است.